# 워킹 데드 (비디오 게임 시리즈)
《워킹 데드》(The Walking Dead)는 텔테일 게임즈가 개발, 배급한 에피소드 그래픽 어드벤처 비디오 게임 시리즈이다. 워킹 데드 만화 시리즈에 기반을 둔 이 시리즈는 각각 5개의 에피소드에 3개의 시즌으로 구성되어 있으며, 시즌 1에 다운로드 가능한 에피소드가 있다.

## 개념
워킹 데드 시리즈는 동명의 만화 시리즈에 기반을 두고 있다. 이 게임의 사건은 만화와 병행하여 진행되며, 죽은 사람이 죽지 않는 거동자가 되어 살아있는 자를 잡아먹으면서 대부분의 인구를 빠르게 잠식하는 좀비가 발생한다.

## 시리즈 개요
| 시즌 | 시즌 | 회수 | 방송 날짜        | 방송 날짜        |
| 시즌 | 시즌 | 회수 | 시즌 시작        | 시즌 종료        |
| ---- | ---- | ---- | ---------------- | ---------------- |
|      | 1    | 5    | 2012년 4월 24일  | 2012년 11월 20일 |
|      | 2    | 5    | 2013년 12월 17일 | 2014년 8월 26일  |
|      | 3    | 5    | 2016년 12월 20일 | 2017년 5월 30일  |

### 시즌 1 (2012)
1. "A New Day"
2. "Starved for Help"
3. "Long Road Ahead"
4. "Around Every Corner"
5. "No Time Left"

### 시즌 2 (2013-2014)
1. "All That Remains"
2. "A House Divided"
3. "In Harm's Way"
4. "Amid the Ruins"
5. "No Going Back"

### 미숀 (2016)
1. "In Too Deep"
2. "Give No Shelter"
3. "What We Deserve"

### 시즌 3:A New Frontier(2016-2017)
1. "Ties That Bind - Part One"
2. "Ties That Bind - Part Two"
3. "Above the Law"
4. "Thicker Than Water"
5. "From the Gallows"